# Seicercus burkii
A Seicercus burkii a madarak osztályának verébalakúak (Passeriformes) rendjébe és a füzikefélék (Phylloscopidae) családjába tartozó faj.

## Rendszerezése
A fajt Edward Burton angol zoológus írta le 1836-ban, a Sylvia nembe  Sylvia Burkii néven, szerepelt a Phylloscopus nemben  Phylloscopus burkii néven, innen helyezték jelenlegi nemébe.

## Előfordulása
Észak-India, Nepál, Bhután és dél-Kína területén költ, télen délebbre vonul dél-Banglades és középkelet-India területére, kóborló egyedei akár Srí Lankáig is eljuthatnak.  Természetes élőhelyei a szubtrópusi és trópusi síkvidéki és hegyvidéki esőerdők.

## Megjelenése
Testhossza 11–12 centiméter, testtömege 7,3 gramm.

## Életmódja
Rovarokkal táplálkozik.

## Természetvédelmi helyzete
Az elterjedési területe nagy, egyedszáma pedig stabil. A Természetvédelmi Világszövetség Vörös listáján nem veszélyeztetett fajként szerepel.